# Конвой «Ганза № 4»
Конвой «Ганза № 4» — японський конвой часів Другої світової війни, проведення якого відбувалось у червні — липні 1943-го.
Пунктом призначення конвою стала затока Ганза на північно-східному узбережжі Нової Гвінеї (приблизно посередині між головним японським гарнізоном у Веваку та важливим опорним пунктом у Мадангу), тоді як вихідним пунктом був Палау — важливий транспортний хаб на заході Каролінських островів.
До складу конвою увійшли транспорти «Денмарк-Мару», «Канко-Мару», «Мая-Мару», «Нагано-Мару», «Сін'ю-Мару» (Shinyu Maru) та «Юбає-Мару» (Yubae Maru), тоді як охорону забезпечували есмінці «Амацукадзе» і «Уракадзе». Також до ескорту належав мисливець за підводними човнами CH-26, проте невідомо, чи прямував він від Палау, а чи вийшов назустріч з якогось із портів Нової Гвінеї.
21 червня 1943-го конвой вийшов з порту. Хоча поблизу Палау регулярно діяли американські підводні човни, а Ганза перебувала в межах досяжності ворожої авіації, проте конвой пройшов без втрат і 2 липня повернувся на Палау.